# Max Hödel

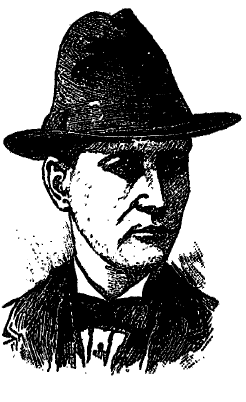
Max Hödel.

Max Hödel (Leipzig, 27 mei 1857 - Berlijn, 16 augustus 1878) was een  loodgietersgezel uit Leipzig. Hödel werd bekend toen hij op 11 mei 1878, 20 jaar oud, een mislukte moordaanslag pleegde op keizer Wilhelm I van Duitsland. Beide kogels uit de revolver van Hödel misten hun doel toen de keizer in een open koets op de straat Unter den Linden in Berlijn reed. Hödel werd ter dood veroordeeld en op 16 augustus 1878 in de gevangenis in Berlijn onthoofd. 
Omdat Hödel lidmaatschapsbewijzen van sociaaldemocratische verenigingen bij zich zou hebben gedragen, nam rijkskanselier Otto von Bismarck de aanslag tot aanleiding om een hardere koers tegen de socialisten in te slaan. Na een nieuwe aanslag op de keizer drie weken later op 2 juni door de geestelijk verwarde Karl Eduard Nobiling brak chaos uit. Bismarck ontbond het parlement op 11 juni en schreef verkiezingen uit voor 30 juli 1878. Tijdens de voorbereidingen was de sfeer in het land gespannen. De aanslagen van Hödel en Nobiling werden gebruikt als argument voor de invoering van de Socialistenwet in oktober 1878. De wet beperkte de bewegingsvrijheid van de socialistische beweging.